# Верховна Рада Української РСР
Верхóвна Рáда Украї́нської Радя́нської Соціалісти́чної Респу́бліки (ВР УРСР) — найвищий орган державної влади і єдиний законодавчий орган колишньої Української Радянської Соціалістичної Республіки (УРСР). Законодавчо визначена Конституцією Української РСР 1937 року замість Всеукраїнського центрального виконавчого комітету.
Формально Рада обиралась безпосередньо громадянами Української РСР протягом одинадцяти скликань на основі загального, рівного і прямого права. З 1938 року обирали одного депутата на сто тисяч населення, а з 1978 року обирали 650 народних депутатів від блоку комуністів і безпартійних. На практиці вибори здійснювалися під жорстким контролем правлячої комуністичної партії. Строк повноважень був 4 роки, а з 1975 року - 5. Серед депутатів переважали члени компартії (62—69 % загальної кількості).
Докорінні зміни в радянській виборчій системі сталися восени 1989, коли загальна кількість депутатів, що мали обиратися до парламенту, становила 450, і вперше за багато років на одне місце претендувало кілька кандидатів.

## Повноваження
Верховна рада УРСР обирала підзвітну їй Президію, утворювала уряд УРСР — Раду Міністрів Української РСР та обирала Верховний суд УРСР. Також депутати обирали голів облвиконкомів та частково їхніх заступників, вищий командний склад розташованих на території України військових округів.
До повноважень ВР також належало право:
- змінювати Конституцію Української РСР та приймати нову;
- видавати та затверджувати народно-господарчі плани та Державний бюджет Української РСР;
- контролювати стан та управління підприємствами союзного підпорядкування та наглядати за ними;
- надавати право громадянства УРСР тощо.

Основною формою діяльності Ради були сесії, що скликалися Президією двічі на рік. Також за розсудом Президії або на вимогу третини депутатів могли скликатися позачергові та урочисті (присвячені визначним датам) сесії. Рада утворювала постійні і тимчасові комісії. Закони приймалися більшістю голосів депутатів, які брали участь у засіданні ВР.

## Історія
Перші вибори до Верховної ради Української РСР відбулися 26 червня 1938 року. Було обрано 304 депутати. Перша сесія ВР відбулася в Києві 25-28 липня 1938 року. Головою її було обрано Михайла Бурмистенка, Президію ВР УРСР очолив Леонід Корнієць. 
15 листопада 1939 року позачергова 3-тя сесія ВР УРСР 1-го скликання ухвалила «Закон про прийняття Західної України до складу УРСР». 24 березня 1940 року на приєднаних землях відбулися довибори депутатів до Верховної Ради УРСР — було дообрано 80 депутатів.
У роки нацистсько-радянської війни Верховна Рада працювала в умовах воєнного часу. У зв'язку з окупацією в 1941 році території України Президія ВР Української РСР була евакуйована до міста Саратова. 
26 червня 1942, 29 червня 1943 і 26 червня 1944 року був прийнятий Указ Президії ВР УРСР «Про відстрочку виборів до Верховної ради УРСР», згідно з яким вибори відкладалися на один рік, а строк повноважень ВР УРСР 1-го скликання подовжувався. Згідно з постановою РНК УРСР і ЦК КП(б)У від 8 січня 1944 року, було прийнято рішення про переїзд Президії ВР УРСР у січні 1944 року з Харкова до відвойованого Києва. 26 листопада 1946 року прийнято Указ Президії ВР УРСР «Про проведення виборів до Верховної Ради УРСР» 9 лютого 1947 року. У 1947 році було обрано ВР УРСР 2-го скликання. Упродовж 1940-1950-х років законотворчість фактично вичерпувалась удосконаленням окремих статей Конституції та вже чинних законів УРСР.
Наприкінці 1950-х років законодавча діяльність ВР активізувалася, що було зумовлено необхідністю проведення розпочатих 1-м секретарем ЦК КПРС Микитою Хрущовим реформ у радянській системі влади. В 1959 році обговорювалися проєкти законів про судоустрій, а також цивільний, цивільно-процесуальний, кримінальний та кримінально-процесуальний кодекси. Загалом у 1960-1970-х роках законотворчість розширюється, інтенсифікується кодифікація республіканського законодавства. Так, у 1968 році ВР УРСР прийняла Закон «Про сільську і селищну Ради народних депутатів», який значно пожвавив діяльність цих низових представницьких органів. У червні 1969 року приймається Кодекс про шлюб і сім'ю, у липні 1970 року — Земельний кодекс, у червні 1972 року — Водний кодекс та ін. Кодифікація законодавства, що здійснювалася ВР у ці роки, створила умови для якіснішого правового регулювання важливих суспільних відносин. Щороку ВР затверджувала проєкти Держплану й бюджету республіки. Починаючи з 1978 року приймалися постанови про виконання річних зобов'язань. Проте закони, що приймалися ВР УРСР, часто лише дублювали положення правових актів СРСР.
Конституція УРСР 1978 року радикально не змінила правового статусу ВР. Однак були запроваджені деякі нововведення. Проголошувалося, зокрема, що всі ради народних депутатів — Верховна, обласні, районні, міські, районні у містах, селищні і сільські — становлять єдину систему органів державної влади. Було посилено вплив ВР на місцеві ради. Склад ВР збільшився до 650 депутатів, строк повноважень — до 5 років. Ширшим стало коло суб'єктів права законодавчої ініціативи. Тепер це право належало Президії ВР, РМ УРСР, постійним та іншим комісіям, депутатам, Верховному Суду, Прокуророві УРСР, а також громадським організаціям, представленим республіканськими органами.
ВР УРСР 1-го — 11-го скликань будувала свою діяльність згідно з вимогами радянського часу. Її робота перебувала під контролем ЦК КПУ, а сама вона не була постійно діючим органом, збиралася на сесії двічі на рік і фактично лише схвалювала підготовлені Президією ВР УРСР та погоджені з ЦК КПУ законопроєкти. Депутати поєднували свою роботу у ВР з іншими видами діяльності. Законодавча робота не відзначалася продуктивністю, що об'єктивно понижувало конституційний статус ВР.
Останні вибори до Верховної Ради УРСР в умовах існування Радянського Союзу відбулися в 1990 році (12-те скликання). Після прийняття Акта проголошення незалежності України перетворилася на Верховну Раду України.

## Списки депутатів за скликаннями
- Депутати ВР УРСР 1-го скликання (1938–1947)
- Депутати ВР УРСР 2-го скликання (1947–1951)
- Депутати ВР УРСР 3-го скликання (1951–1955)
- Депутати ВР УРСР 4-го скликання (1955–1959)
- Депутати ВР УРСР 5-го скликання (1959–1963)
- Депутати ВР УРСР 6-го скликання (1963–1967)
- Депутати ВР УРСР 7-го скликання (1967–1971)
- Депутати ВР УРСР 8-го скликання (1971–1975)
- Депутати ВР УРСР 9-го скликання (1975–1980)
- Депутати ВР УРСР 10-го скликання (1980–1985)
- Депутати ВР УРСР 11-го скликання (1985–1990)
- Депутати ВР УРСР 12-го скликання / Депутати ВР України 1-го скликання (1990–1994)

## Офіційні друковані видання
- Вісті Рад депутатів трудящих УРСР
- Радянська Україна (газета)
- Советская Украина
- Відомості Верховної Ради Української РСР
- Радянська Україна (журнал)